# Luz Emilia Saa
Luz Emilia Saa Cadena (Machachi, 7 de enero de 1904-Ambato, 11 de diciembre de 1949) fue una educadora, catequista y apóstol laica ecuatoriana; instruyó sobre los deberes y derechos del trabajador y del patrono; gramática, geografía, moral cristiana y alcoholismo.

## Biografía
Luz Emilia Saa nació en Machachi perteneciente al Cantón Mejía, Provincia de Pichincha, el 7 de enero de 1904 sus padres fueron Rosendo Saa y Zoila Cadena. En 1912 se traslada a Quito, estudió en la Escuela de Amada Viteri y después en la Escuela Municipal No. 1.; la Educación Secundaria lo hizo en la Unidad Educativa Manuela Cañizares donde egresó en calidad de "Profesora Normalista". La instrucción religiosa la recibió desde niña por parte de su padre, no cursó en instituciones religiosas por la condición económica de su familia
Como docente trabajo en la escuela de varones de Machachi, en la Escuela "Diez de Agosto" de Quito; también fundó el catecismo en la Iglesia de San Francisco de Quito, preparó a los niños pasa la primera comunión en el Catecismo de San Estanislao en el Templo de la Compañía, además fue Vocal del Comité pro construcción de la Iglesia de San Alfonso y terciaria franciscana. Se le otorgó el cargo de maestra de novicias, que por modestia no aceptó. Formó  parte del grupo de "Damas Catequísticas"; visitaba el penal García Moreno y dictaba clases de moral a los presos, formó el "Centro de Instrucción de los Obreros".
Falleció a los 49 años en Ambato el 11 de diciembre de 1949 en un accidente, el bus donde se transportaba se chocó con un tren lo que le provocó un derrame interno.

## Homenajes
En Machachi (Pichincha) existe la Unidad Educativa Luz Emilia Saa (L.E.S.), una escuela de educación mixta.